# EM Microelectronic
EM Microelectronic Marin SA ist ein Hersteller von Halbleiterschaltungen mit niedrigster Leistungsaufnahme für batteriebetriebene Armbanduhren wie auch für weitere Anwendungen. Die Firma gehört zu Sparte Electronic Systems der Swatch Group. Der Firmensitz ist in Marin bei Neuenburg in der Schweiz.

## Geschichte
Ebauches Electroniques SA, Marin (damals abgekürzt EEM) wurde während der sogenannten Quarzkrise 1975 gegründet, weil die neu auf dem Markt erschienen elektronischen Quarz-Armbanduhren integrierte Schaltungen (Chips) benötigten, um die vom Uhrenquarz erzeugte Frequenz von 32,768 kHz auf Sekundenimpulse herunterzuteilen und eine Zeigeranzeige mittels Lavet-Schrittmotor oder digitale Segmentanzeige anzusteuern. Um die benötigte CMOS-Technologie rasch einsetzen zu können, wurde von Hughes Aircraft in Südkalifornien eine Lizenz erworben und der Technologietransfer bewerkstelligt, um die Fabrikation solcher integrierter Schaltungen aufzunehmen.
Damals war EEM eine Tochterfirma der ASUAG-Gruppe. Nach deren Fusion 1983 mit SSIH zur Société de Microélectronique et d‘Horlogerie (SMH) entstand daraus 1998 durch Namensänderung die Swatch-Gruppe. Schon kurz nach der Gründung wurde in den 1970er-Jahren neben der Halbleiterfertigung eine Pilotlinie für die Herstellung von Flüssigkristallanzeigen (LCDs) eingerichtet, um auch Digitalanzeigen für entsprechende Armbanduhren des Konzerns liefern zu können. Allerdings zog sich die Schweizer Uhrenindustrie aus diesem Segment des Uhrenmarktes zurück und überliess Armbanduhren mit ausschliesslicher Digitalanzeige weitgehend der asiatischen Konkurrenz.
Inzwischen stellt die nun EM Microelectronic Marin genannte Firma nicht nur integrierte Schaltungen geeignet zur Ansteuerung von LCDs her, sondern auch biegsame LCDs in unterschiedlichen Farben wie auch komplette Module zum Einbau in eine Serie von Swatch-Uhren mit Digitalanzeige, insbesondere der SWATCH TOUCH und den Modellen TISSO Lady und Gent Solar.
EM hat ebenfalls für Diversifikationsvorhaben der Gruppe elektronische Komponenten hergestellt und beliefert Drittfirmen mit applikationsspezifischen Schaltungen für batteriebetriebene Geräte. So werden integrierte Schaltungen für den Nahfunk Bluetooth der neuesten Generation 5 hergestellt. Heute macht der Umsatz mit Komponenten für die Uhrenindustrie weniger als die Hälfte aus, die Diversifikation in andere Anwendungen ist gelungen. Im Jahr 2013 wurden über 1,27 Milliarden integrierte Schaltungen durch EM produziert und verkauft.

## Tochterfirmen
- EM Microelectronic US, Inc. in Colorado Springs, Bundesstaat Colorado, USA, bedient den US-Markt und hat eine eigene Entwicklungsabteilung.
- ASICentrum s.r.o. in Prag, Tschechien ist ein Entwicklungszentrum für schlüsselfertige, kundenspezifische Lösungen mit digitalen, analogen oder kombinierten integrierten Schaltungen.

## Produkte

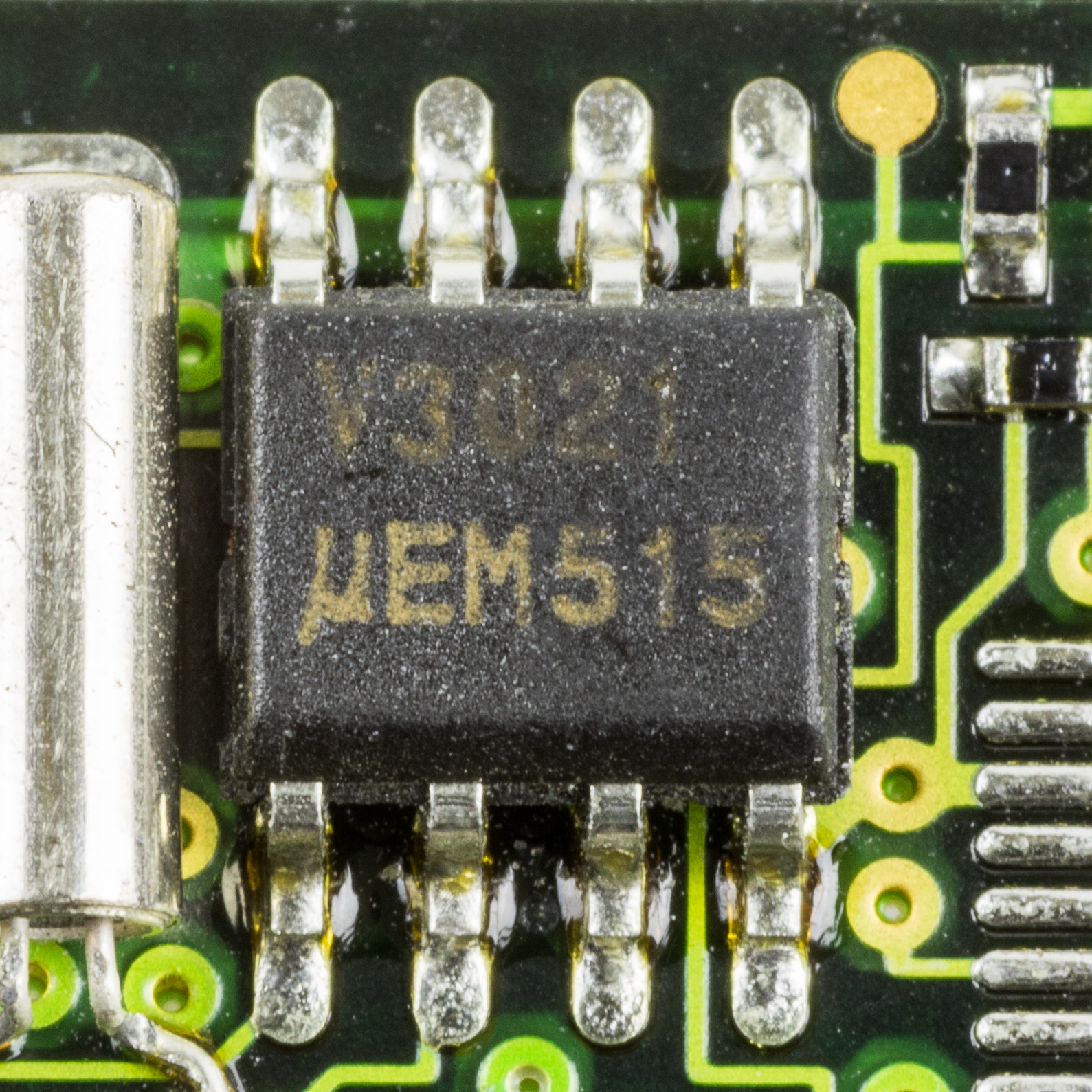
V3021: 1-Bit 32-kHz-Echtzeituhr

EM besitzt eigene Fertigungseinrichtungen für Halbleiterbausteine in Marin, nutzt aber auch zusätzlich externe Halbleiterwerke (engl.: Wafer fabs). Es steht ein 0,18 Mikrometer-Herstellprozess der eigenen Fertigung zur Verfügung.
Zu den entwickelten und hergestellten Produkten zählen:
- Schaltungen für Armbanduhren
- RFID-Schaltungen zur drahtlosen Identifikation
- Schaltungen für Chipkarten
- Schaltungen zur drahtlosen Kommunikation im Nahbereich nach Bluetooth-Norm, u. a. als System-on-a-Chip für Hörhilfen
- LCD-Ansteuerungsschaltungen für Passiv-Matrix-Displays im Multiplexbetrieb
- Sensorchips für Mobilfunkgeräte und optoelektronische PC-Mäuse
- Mikrocontroller